# St. Regis Chicago
St. Regis Chicago (dawniej znany jako Wanda Vista Tower) – 101-piętrowy drapacz chmur o wysokości 365 metrów, znajdujący się w Chicago, w stanie Illinois. Jego budowa rozpoczęła się w sierpniu 2016 roku, a zakończyła w 2020 roku. Po ukończeniu stał się trzecim pod względem wysokości budynkiem w mieście – mierzy 365 metrów i ustępuje jedynie Willis Tower i Trump International Hotel and Tower, a przewyższa Aon Center. Jest to najwyższa konstrukcja na świecie zaprojektowana przez kobietę. Stanowi część kompleksu Lakeshore East i wychodzi na rzekę Chicago w pobliżu jeziora Michigan.
Zaprojektowany przez architektkę Jeanne Gang i jej firmę architektoniczną, Studio Gang Architects, St. Regis uzupełnia projekt pobliskiego drapacza chmur Aqua, również zaprojektowanego przez Gang. Oba budynki są najwyższymi konstrukcjami na świecie zaprojektowanymi przez kobietę. Początkowo wspólny projekt Magellan Development Group i chińskiej Wanda Group, koszt budowy drapacza chmur wyniósł prawie miliard dolarów. Magellan wykupił projekt w całości w 2020 roku, a następnie nawiązał współpracę z St. Regis Hotels & Resorts, które otworzyły część hotelową 19 maja 2023 roku.
Konstrukcja składa się z trzech połączonych wież o różnej wysokości, ułożonych schodkowo. Składają się z naprzemiennych, ściętych piramid, co nadaje każdej wieży falisty wygląd, dodatkowo podkreślony różnymi odcieniami szkła w naprzemiennym układzie. Kompozycja ta została porównana do Niekończącej się kolumny rzeźbiarza Constantina Brâncușiego. Według Studio Gang Architects, wieża „prezentuje się jako trzy połączone bryły o różnej wysokości, rytmicznie wchodzące i wychodzące z płaszczyzny” w wyniku zakrzywionego projektu. Wieża osiągnęła swoją ostateczną wysokość w kwietniu 2019 roku.

## Wykorzystanie
St. Regis Chicago to budynek wielofunkcyjny, łączący funkcje mieszkalne i hotelowe. Składa się z części mieszkalnej, St. Regis Residences, oferującej 393 luksusowe apartamenty, oraz części hotelowej, St. Regis Hotel, dysponującej 191 pokojami, w tym 33 apartamentami typu suite. Hotel zajmuje pierwsze 10 pięter budynku, natomiast prywatne rezydencje znajdują się na piętrach od 11 do 97. Piętro 47 jest przeznaczone wyłącznie dla mieszkańców i oferuje udogodnienia takie jak odkryty basen, spa, salon golfowy i centrum fitness. Dodatkowo mieszkańcy mają dostęp do wszystkich udogodnień hotelu St. Regis, w tym spa St. Regis i obsługi pokoju. Najdroższy apartament sprzedany w St. Regis kosztował 20,56 miliona dolarów w 2022 roku.

## Projekt

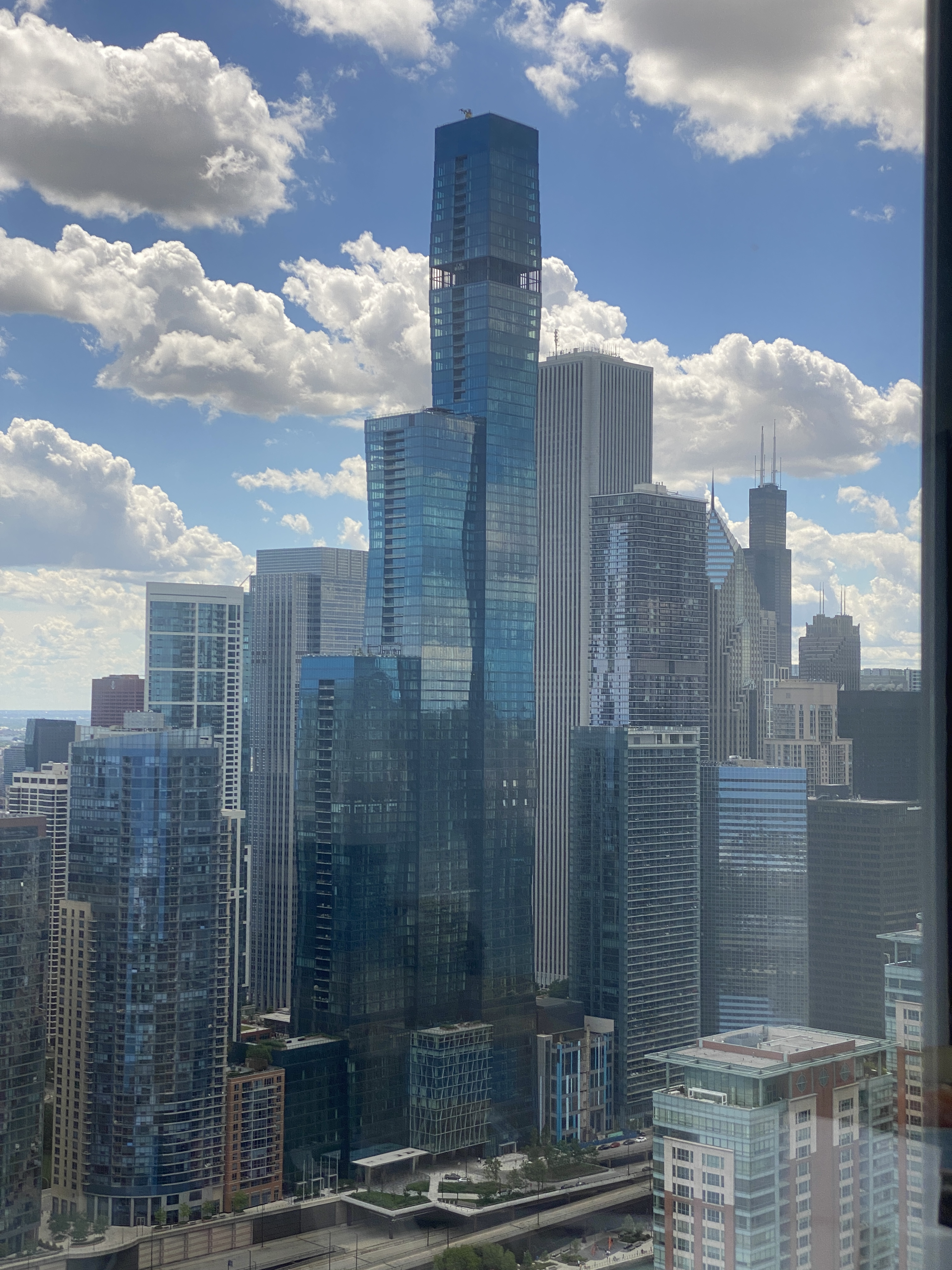
St. Regis Chicago, widok z Lake Point Tower (2022)

Główną projektantką budynku jest Jeanne Gang, szefowa Studio Gang Architects. Chicagowska firma bKL Architecture pełniła funkcję architekta nadzorującego projekt. Konstrukcja składa się z trzech połączonych brył o różnej wysokości. Całkowita wysokość budynku to 101 pięter, przy czym wieże wschodnia, środkowa i zachodnia mają odpowiednio 47, 71 i 93 piętra. Na pozostałych piętrach znajdują się pomieszczenia techniczne. Po ukończeniu projektanci Vista Tower planują uzyskać certyfikat LEED na poziomie Silver.
Trzy wieże charakteryzują się zakrzywionym designem i składają się z naprzemiennych ostrosłupów ściętych. Wieże te wykorzystują 6 różnych odcieni szkła. St. Regis Chicago charakteryzuje się smukłą konstrukcją i osiąga wysokość 365 metrów przy szerokości zaledwie 27 metrów. Budynek wykorzystuje zaawansowane rozwiązania inżynieryjne, w tym system pięter przepuszczających wiatr, które redukują obciążenia wiatrowe o 20%. Dzięki tym technologiom oraz proporcji wysokości do szerokości wynoszącej około 13,3:1, wieża wyróżnia się jako jedna z najsmuklejszych konstrukcji wysokościowych w Chicago.
Wnętrza apartamentów zostały opracowane przez firmę projektującą wnętrza hoteli, Hirsch Bedner Associates, podczas gdy wnętrza hotelu zaprojektowała firma Gensler z San Francisco. Firma OLIN z Filadelfii zaprojektowała tereny zielone w obiekcie, w tym ogrody na dachu. Zarządzaniem inżynierią konstrukcyjną budowy zajmowała się firma Magnusson Klemencic Associates.

## Odporność na wiatr
Wieża wykorzystuje sprzężony, podwójny rdzeń ze ścianami ścinającymi, który łączy trzy budynki, zapewniając odporność na wiatr. Dwa zewnętrzne rdzenie są połączone za pomocą kręgosłupa z żelbetu o wysokości ok. 155 m, biegnącego od piętra 15 do 51 powyżej poziomu ulicy. Kolumny, które biegną do fundamentów, podtrzymują ścianę kręgosłupową o długości ok. 37,5 m w przypadku wystąpienia obciążeń grawitacyjnych. Ten kręgosłup o grubości ok. 60 cm przenosi obciążenia związane z wiatrem ze środkowej wieży na rdzenie wieży 51-piętrowej na wschód i wieży 101-piętrowej na zachód.

## Restauracje
W St. Regis Chicago znajdują się dwie niezależne restauracje. Miru, inspirowana kuchnią japońską, znajduje się na 11. piętrze środkowej wieży. Oprócz sali jadalnej wewnątrz Miru dysponuje dużym tarasem zewnętrznym skierowanym na północ. W marcu 2024 roku otwarto Tre Dita, restaurację inspirowaną kuchnią toskańską, którą prowadzi szef kuchni Evan Funke. Obie restauracje należą do Lettuce Entertain You Restaurants i są zarządzane przez tę grupę.